# Tanzanita
La tanzanita es la variedad azul/púrpura del mineral zoisita (un hidróxido-silicato de calcio y aluminio) descubierto en las colinas de Mererani en la Región de Manyara al norte de Tanzania en 1967, cerca de la ciudad de Arusha y el Kilimanjaro. Se usa como gema. La tanzanita se distingue por su marcado tricroísmo, presentando colores azul zafiro, violeta y borgoña según la orientación del cristal. La tanzanita también cambia de apariencia según las condiciones de iluminación. Los azules se hacen más evidentes cuando se expone a luz fluorescente y los tonos violetas se aprecian mejor bajo luz incandescente.
En bruto, la tanzanita es habitualmente de un color marrón rojizo. Es necesario someterla a tratamiento térmico a 600 °C en un horno gemológico para que aflore el tono azul violáceo. La tanzanita es una gema escasa. Solo se encuentra en las laderas del monte Kilimanjaro. Fue la empresa Tiffany & Co. la que le dio el nombre inspirándose en Tanzania, el país donde fue descubierta. Debido a su relativa baja dureza, la tanzanita se suele montar en collares y pendientes.

## Yacimientos
Se conoce un único yacimiento de tanzanita en el mundo. Allí el mineral se halla acompañado de pizarra, roca metamórfica, gneis y cuarcita. Su exclusividad es la principal razón del elevado precio que alcanza esta piedra, que también es denominada "el diamante índigo" por su rareza.

## Historia

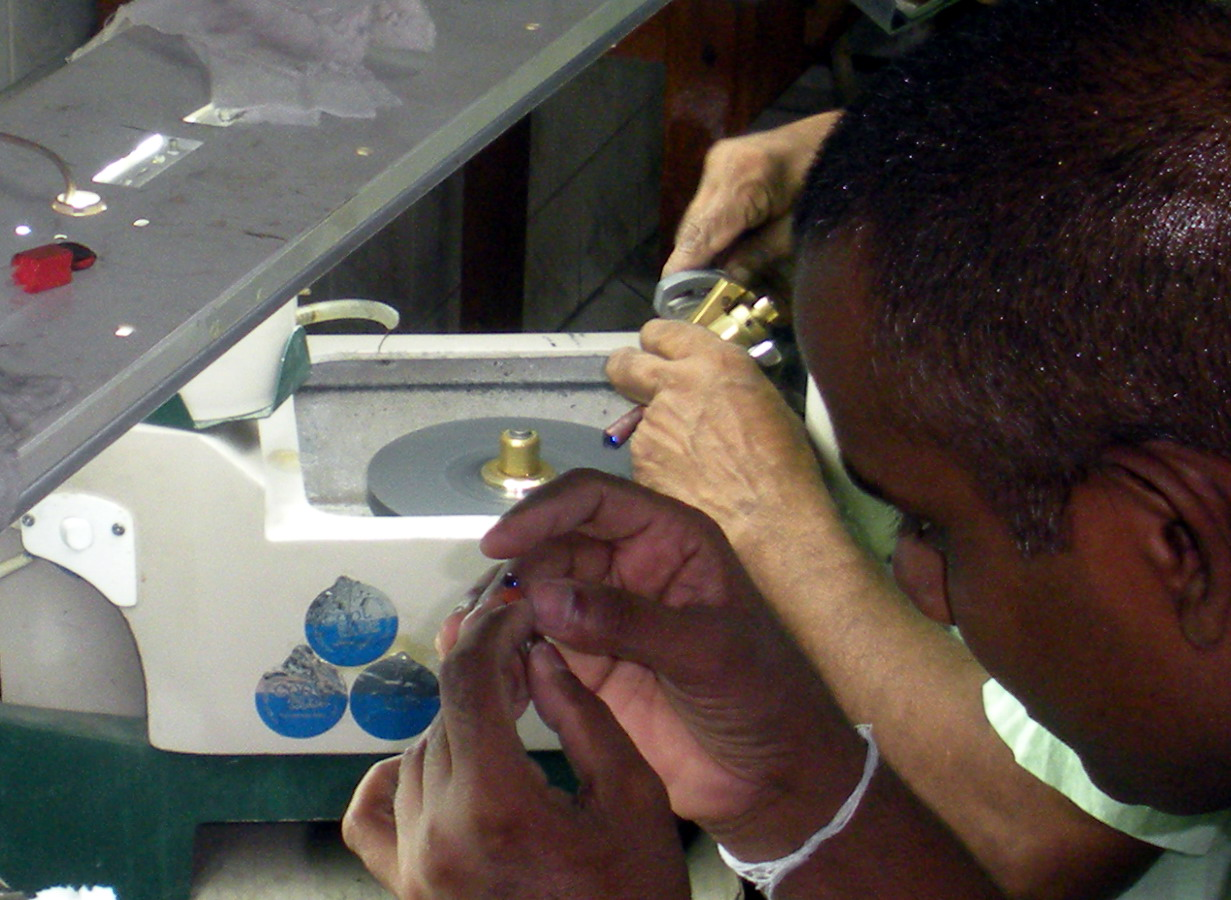
El tallado de la tanzanita.

Emmanuel Merishiek Mollel, un sastre y buscador de oro Masái de Arusha (Tanzania), encontró fragmentos de cristales gema de un vívido color azul y azul purpúreo cerca de Mererani, a unos 40 km al sureste de Arusha. Al principio pensó que el mineral era olivino, pero pronto se dio cuenta de que no lo era, tomándolo entonces por dumortierita, un mineral azul. Poco después, D'Souza le mostró las piedras a John Saul, un consultor geológico y mayorista de gemas con base en Nairobi que extraía entonces aguamarinas en la zona cercana al Monte Kenia. Saul, junto con un doctor del MIT, quien luego descubriría los famosos depósitos de rubí de la región de Tsavo, en Kenia, descartó las posibilidades de dumortierita y cordierita, y envió los ejemplares a su padre, Hyman Saul, vicepresidente de Saks Fifth Avenue en Nueva York. Hyman Saul solo tuvo que cruzar la calle y entregar las muestras al Instituto Gemológico de América (Gemological Institute of America,GIA), que las identificó como una variedad del mineral zoisita. También hubo mineralogistas en la Universidad de Harvard, el Museo británico y la Universidad de Heidelberg que hicieron una identificación válida, pero la primera persona en hacer identificar certeramente el material fue Ian McCloud, un geólogo del gobierno de Tanzania, afincado en Dodoma.
Fue llamado "zoisita azul" y comercializado como tanzanita por Tiffany & Co., que quiso sacar provecho de la rareza de la gema, que entonces solo se encontraba en Tanzania, y que pensó que "zoisita azul" (en inglés suena parecido a "suicidio azul") no se vendería bien. Entre 1967 y 1972, se extrajeron de Tanzania aproximadamente dos millones de quilates de tanzanita antes de que las minas fueran nacionalizadas por el gobierno.

### La tanzanita más grande del mundo
La tanzanita tallada más grande del mundo tiene una masa de 147,562 gramos (737,81 quilates). Uno de los ejemplares más famosos (242 quilates) se llama "Reina del Kilimanjaro". Está engastada en una tiara, realzada por 803 granates tsavorita en talla brillante y 913 brillantes. La pieza forma parte de la colección privada de Michael Scott, el primer director ejecutivo de Apple.

#### Novedades
En junio de 2003, el gobierno tanzano introdujo la prohibición de exportar tanzanita en bruto a India (como muchas otras piedras preciosas, la mayor parte de las tanzanitas se tallaban en Jaipur). La prohibición se justificó como un intento de impulsar la industria local de procesado de piedras, para estimular la economía y recuperar beneficios. La prohibición se escalonó por un periodo de 2 años. Hasta entonces, solo las piedras de más de 0,5 gramos se vieron afectadas.
En abril de 2005, una empresa llamada TanzaniteOne Ltd. anunció públicamente que había tomado el control de una parte del depósito llamado "bloque C" (el depósito principal, dividido en 5 bloques). Los precios del material en bruto se han ido incrementando gradualmente conforme la compañía se ha ido asentando en el mercado. En agosto de 2005, una de las piedras de tanzanita más grande fue hallada en la mina del bloque C. El cristal tenía una masa de 3,3678 kilogramos (16.839 quilates) y midió 22,1 × 7,87 × 7,11 cm.
El 24 de junio de 2020, un humilde minero de Tanzania llamado Saniniu Laizer descubrió las dos piedras de tanzanita más grandes encontradas hasta ahora; la primera tenía una masa de 9,27 kg y la segunda 5,1 kg, por las que recibió un pago de casi tres millones y medio de dólares.
En julio de 2020 un mes después de su anterior hallazgo este mismo minero volvió a encontrar otra piedra. El tercer descubrimiento de Saniniu Laizer pesó 6,3 kilos.
La minería de tanzanita aporta al gobierno de Tanzania unos 15 millones de euros anuales. La mayor parte de las piedras talladas se venden en Estados Unidos, por un monto total de unos 375 millones de euros.[cita requerida]

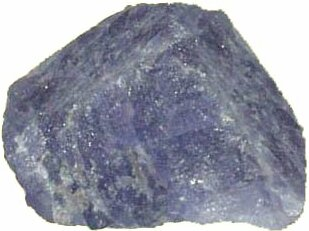
Una tanzanita en bruto.

## Factores que afectan al precio: graduación
No existe un método universal para graduar piedras de color. TanzaniteOne, la compañía líder en el comercio de tanzanitas, a través de su fundación sin ánimo de lucro, The Tanzanite Foundation, ha creado un método de graduación del color. El nuevo sistema de graduación del color clasifica las tanzanitas según la tonalidad, entre azul violáceo y violeta azulado.
Los tonos primarios normales en la tanzanita son azul y púrpura, no violeta. El púrpura es un espectro modificado de tono que queda a medio camino entre rojo y azul. La tanzanita es una gema tricroica, lo que significa que la luz que entra en la piedra se divide en 3 secciones, cada una de ellas con una parte del espectro visible. Tras el tratamiento térmico, se transforma en dicroica. Los colores dicroicos son púrpura y azul. El rango de tonalidades de la tanzanita es de azul purpúreo a púrpura azulado.
La graduación de la pureza de las gemas de color se basa en el estándar de ojo desnudo, que quiere decir que una piedra se considera pura si no se aprecian inclusiones a simple vista. El Instituto Gemológico de América clasifica la tanzanita como gema tipo I: normalmente es pura a simple vista. Los ejemplares con inclusiones visibles a simple vista sufren grandes depreciaciones.
Para reconocer si la  tanzanita es real debemos tener en cuenta que es una gema conocida por su gran variedad de colores, que van desde el azul zafiro, el violeta y el verde. Es transparente en cuanto a su claridad. En cuanto a su dureza, se sitúa en 6.5 en la escala de Mohs, una medida creada en 1825 por el geólogo alemán Friedrich Mohs, que mide la resistencia de los minerales a daños como la abrasión, la penetración, la cortadura, el rayado y las deformaciones permanentes. La escala va desde el talco (1) como mineral más blando hasta el diamante (10) como mineral más duro.

### Tratamiento térmico
La totalidad de las tanzanitas sufren un tratamiento de calentamiento en un horno, a una temperatura de entre 550 °C y 700 °C, para dotarlas de unas tonalidades entre azul violáceo y violeta azulado. Algunas piedras encontradas cerca de la superficie en los últimos años tenían calidad gema sin necesidad de tratamiento. Las piedras deberán estar libres de grietas y burbujas, ya que podrían desmenuzarse o las grietas y burbujas podrían aumentar de tamaño.
Dado que el tratamiento térmico se practica a todas las gemas, no influye en su precio y se da por hecho que las piedras talladas han sido tratadas térmicamente. En ocasiones se encuentran tanzanitas en otros colores, como verde, aunque técnicamente deberían llamarse "zoisita verde" en lugar de tanzanitas. Las tanzanitas también pueden ser sujeto de otros tratamientos. Recientemente se han diagnosticado tanzanitas con tratamiento de recubrimiento en los laboratorios AGTA y AGL. Se les había aplicado una fina capa de cobalto, hallada mediante fluorescenciade rayos X, para mejorar su color. Este tratamiento se considera ilícito y debe ser especificado en el momento de la venta.